# Calatrava (Romblon)
Calatrava è una municipalità di quinta classe delle Filippine, situata nella Provincia di Romblon, nella regione di Mimaropa.
Calatrava è formata da 7 baranggay:
- Balogo
- Linao
- Poblacion
- Pagsangahan
- Pangulo
- San Roque
- Talisay